# Rød påskeklokke
Rød Påskeklokke (Helleborus orientalis subsp. abchasicus) er en underart af Påskeklokke. Det er en vintergrøn staude med fingrede, læderagtige blade og dybt purpurrøde blomster. På grund af den tidlige blomstring og de store, holdbare blomster dyrkes den i haverne.

## Beskrivelse
Rød Påskeklokke bliver normalt 30-40 cm i diameter og har store blade med form som indskårne palmeblade. Bladene sidder på 40–50 cm lange stilke og er let savtakkede. Blomsterne er nikkende, 6-8 cm store, har fem kronblade og tætte, gule støvdragere. Blomsterne viser sig normalt i marts-april, inden de grønne blade. Efter en måneds tid bliver blomsterne lysegrønne, og får store, smukke frøkapsler. De grønne blade visner ned og bør fjernes, når de nye blomster har udviklet sig i februar-marts.
Påskeklokker findes i mange farver. Hyppigst ses de rødlige nuancer, men de kan også være hvid- eller grønlige, med eller uden prikker og så videre. De trives bedst i halvskygge, i god, dyb muldjord eller i surbundsbedet og er fuldt hårdføre i Danmark.
| Portal | Portal:Botanik |